# Rudolf Agricola (Humanist)

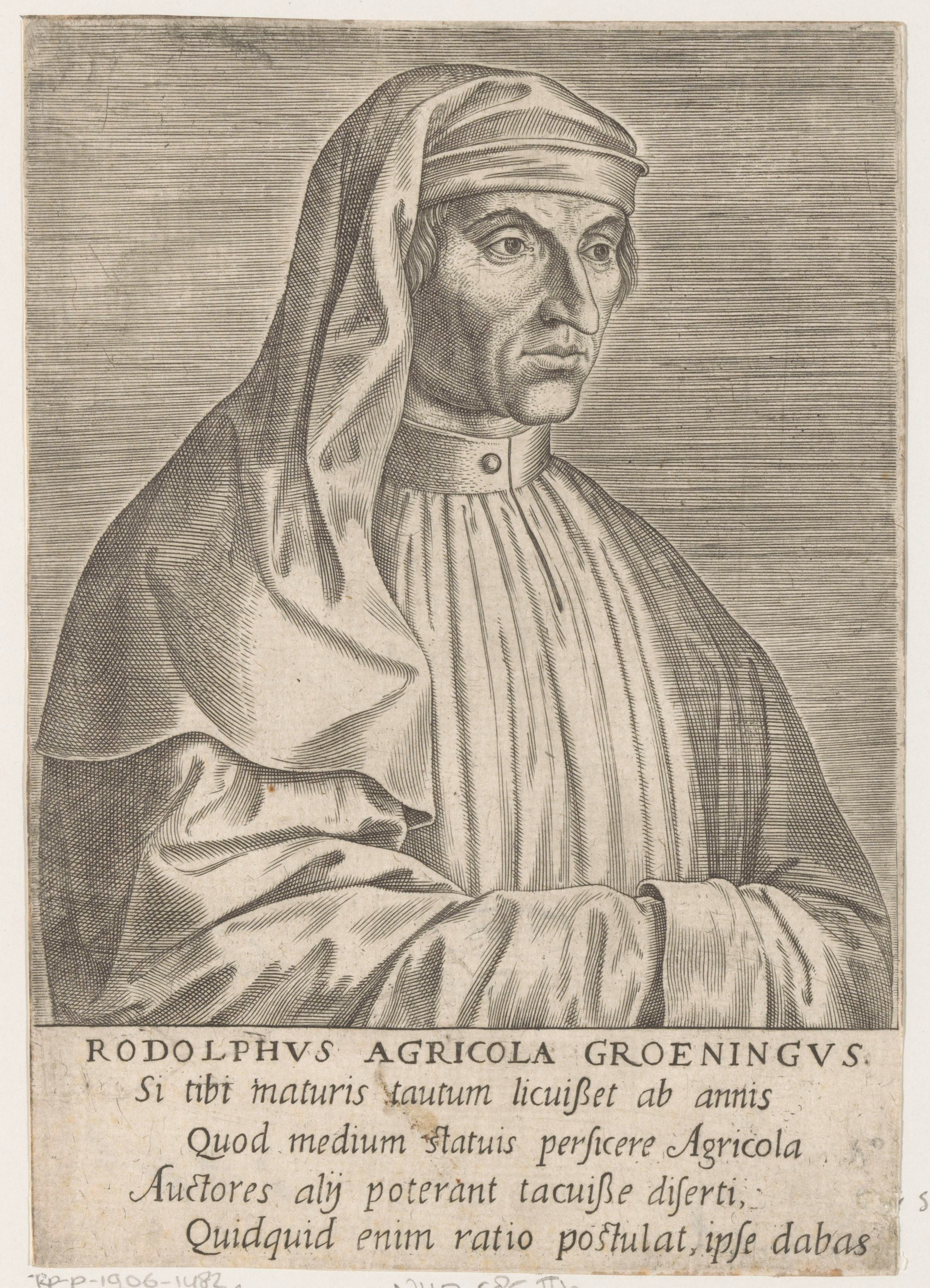
Rudolf Agricola

Rudolf Agricola, lateinisch Rodolph(us) Agricola (Phrisius) und Rudolfus Agricola (Groninganus), eigentlich Roelof Huysman (* 17. Februar 1444 oder 23. August 1443 in Baflo bei Groningen; † 27. Oktober 1485 in Heidelberg) war ein niederländischer Literat des Frühhumanismus, Gelehrter und Lehrer. Er übte einen großen Einfluss auf den frühen Humanismus in Deutschland aus.

## Leben und Wirken
Agricola stammte aus der Verbindung von Hendrik Vries aus Baflo, der ab 1444 Abt des Benediktinerklosters Selwert war, mit der „puella“ Sicke (Huusman?), die später den Witwer Sycko Sartor (Schroeder) heiratete. Agricola wuchs in dessen Haus auf. Er erhielt seinen ersten Unterricht an der Martinischule in Groningen unter dem Einfluss der „Brüder vom gemeinsamen Leben“. Später studierte er ab 1456 in Erfurt und Köln (1462) das Fach Artes (Künste), danach in Löwen, wo er im Jahr 1465 die Magisterwürde „mit höchster Auszeichnung“ erlangte.
Im Jahr 1468 scheint Agricola nach Italien gegangen zu sein, denn spätestens ab Sommer 1469 betrieb er das Studium der Rechte an der Universität Pavia; er wechselte aber bald zu dem Fach „artes quas humanitates vocant“. In Pavia hielt er drei Mal die Einführungsrede für den alljährlich neu gewählten rector scholarium. Er unterbrach seinen Italienaufenthalt im Winter 1470/71 sowie während des Jahres 1474 und hielt sich in Groningen auf. In Basel begegnete er Johann Reuchlin und Johann Wessel, mit denen ihn ein lebhafter wissenschaftlicher Austausch verband.
Sein Interesse an der griechischen Sprache und Literatur veranlasste ihn, im Jahr 1475 nach Ferrara zu übersiedeln, wo er sich am Hof des Herzogs Ercole I. d’Este aufhielt und bis 1479 an der dortigen Universität studierte. In den Akten dieser Hochschule ist Agricolas mehrfache Mitwirkung bei Promotionen vermerkt, und zwar zunächst als „artium magister“, am 27. Januar 1478 jedoch als „artium doctor“ und „familiaris illustrissimi nostri Ducis“. Darüber hinaus war er in den Jahren 1476 und 1477 als Organist an der Hofkapelle des Herzogs tätig. Die Universität Löwen wollte Agricola im Jahr 1477 für den Lehrstuhl für Poetik gewinnen, was er jedoch ausschlug.
Nach über zehn Jahren Aufenthalt in Italien wandte er sich wieder nach Mitteleuropa, verweilte auf Einladung des humanistisch interessierten Augsburger Bischofs Johann II. von Werdenberg wenige Monate in dessen Residenzstadt Dillingen und setzte dann seine Reise über Köln nach Groningen fort.
In Groningen übte Agricola von 1480 bis 1484 die Funktion des secretarius dieser Stadt aus; hier führten ihn verschiedene Gesandtschaften auch mehrfach an den Hof Kaiser Maximilians I. in Brüssel, und zwar in den Jahren 1480 und 1481. Dort versuchte man, ihn als „secretarius ab epistolis Latinis“ und als Erzieher der Kinder des Kaisers zu gewinnen, jedoch ohne Erfolg.
Während eines Aufenthalts in Antwerpen 1481 begegnete er dem franko-flämischen Komponisten Jacob Barbireau (um 1408–1491), mit dem er bis zu seinem Tod eng verbunden blieb. Auf Grund des Einflusses von Barbireau versuchte die Stadt Antwerpen, Agricola für das Rektorat der dortigen Lateinschule zu gewinnen; dieser hatte sich jedoch anders entschieden.
Im April 1484 verließ Agricola Groningen endgültig und folgte einem Ruf nach Heidelberg, den Johann XX. von Dalberg ausgesprochen hatte. Johann war der humanistisch gebildete kurfürstlich-pfälzisch Kanzler, Bischof von Worms und Kanzler der Universität Heidelberg. Beide waren seit der gemeinsamen Studienzeit in Pavia befreundet.
In Heidelberg lebte er im Haus seines bischöflichen Gönners, war allen materiellen Sorgen enthoben und begann an der Heidelberger Universität, die damals seit den 1450er Jahren ein humanistisches Profil besaß, Hebräisch zu studieren. Ohne dass er eine amtliche Stelle innehatte, hielt er Reden und Vorträge, hielt Vorlesungen über griechische und lateinische Literatur, auch über hebräische Sprache, und stand unter den Professoren und Studenten im höchsten Ansehen; sein ganzes Auftreten und seine Art des Unterrichts wurden als neu und ungewöhnlich empfunden.
Nach der Wahl und der Krönung von Papst Innozenz VIII. schickte Kurfürst Philipp von der Pfalz seinen Kanzler Dalberg im Jahr 1485 nach Rom; in seinem Gefolge befand sich auch Rudolf Agricola. Während des öffentlichen Konsistoriums am 6. Juli 1485 hielt Dalberg als Bischof von Worms die oratio gratulatoria (Glückwunschrede), welche Agricola verfasst hatte. Auf dem Rückweg von Rom erkrankte Rudolf Agricola und starb in Heidelberg am 27. Oktober 1485. Er hatte noch seinen Jugend- und Studienfreund, den Mediziner Adolph Occo (1447–1503) rufen lassen. Dieser traf ihn aber nicht mehr lebend an, wurde zu seinem Nachlassverwalter bestellt und erbte auch seine vielen Bücher.

## Bedeutung
Zu Lebzeiten Agricolas sind keine seiner Schriften im Druck erschienen, ausgenommen einige lateinische carmina (Lieder) und die erwähnte oratio gratulatoria für Innozenz VIII. Viele Schriften zirkulierten jedoch in handschriftlicher Form unter seinen Schülern und Anhängern und hatten auf diesem Wege einen Einfluss auf verschiedene Kreise von Humanisten. Zu Agricolas Schülern in Heidelberg zählte z. B. der später gefeierte Dichter und Erzhumanist Conrad Celtis (1459–1508), auf dessen Veranlassung im Jahr 1491 die rheinische Gesellschaft für Wissenschaft „Sodalitas litteraria Rhenania“ ihren geistigen Mittelpunkt nach Heidelberg verlegte.
Nach der Drucklegung vieler Werke des Agricola, insbesondere ab 1520, änderte sich die Bekanntheit und Wertschätzung schlagartig. Der bekannte Humanist Erasmus von Rotterdam beschreibt in einem Brief an Johannes von Botzheim die große Bedeutung Rudolf Agricolas mit den Worten „Rodolphus Agricola primus omnium aurulam quandam melioris litteraturae nobis invexit ex Italia“.
Wie kaum ein anderer seiner Generation in Mitteleuropa hatte sich Agricola den Humanismus in seiner italienischen Ausprägung angeeignet und zu seinem Lebensprogramm gemacht.
Als Erzieher setzte er sich leidenschaftlich für eine umfassende Bildung nach dem Vorbild der antiken Artes liberales ein. Die Vorgehensweise erläuterte er in seinem Werk „De formando studio“ (Jacob Barbireau gewidmet), welches als die erste pädagogische Abhandlung eines deutschen Humanisten gilt. Er übersetzte zahlreiche griechische Werke ins Lateinische und trat für das Studium der Antike ein.
Als einer der ersten Humanisten nördlich der Alpen verkörperte er das Ideal des Universalgelehrten mit umfassenden Interessen über die Literatur und Schriftkultur hinaus mit weitreichender Wirkung seiner Schriften viele Jahrzehnte über seinen Tod hinaus. Im Zuge dieser Wirkung wird der Einfluss des literarischen Humanismus vor allem im deutschsprachigen Raum auf Musik und Musiktheorie spürbar, wie zuvor in Italien unter Francesco Petrarca (1304–1374), und so wurde Musik auch in Deutschland Teil der humanistischen Erziehung.
Agricola interessierte sich nicht nur theoretisch für die Bildenden Künste, sondern betätigte sich auch selbst als zeichnender Künstler, besonders als Porträtist. So berichtet sein früher Biograf Johannes von Plieningen: „An der Malerei fand er außerdem in erstaunlichem Maße Gefallen, und allein diese Tatsache ist schon genug Beweis, daß er ein Mensch von ganz vorzüglicher Begabung und Gedächtniskraft war.“ Schriften des Agricola belegen seine Vertrautheit z. B. mit dem um 1435/36 entstandenen Traktat zur Theorie der Malerei (De pictura) des einflussreichen italienischen Humanisten und Künstlers Leon Battista Alberti.
Rudolf Agricola war auch als ausübender Musiker ausgesprochen vielseitig. Nach einem Bericht von Othmar Luscinius (Straßburg 1515) war er Sänger und spielte Blas-, Streich- und Tasteninstrumente, wobei er zur Orgel ein besonderes Verhältnis hatte. In Groningen und Ferrara betätigte er sich als Organist und Orgelsachverständiger. Als 1481/82 in der Martinikirche Groningen die Orgel umgebaut und erweitert wurde, war er als Berater maßgeblich daran beteiligt, ebenso an dem Orgelneubau in Kampen 1480.

## Ausgaben
- De inventione dialectica (Hauptwerk, „Über die dialektische Denkmethode“), drei Bände, erschienen im Jahr 1515.
- Axiochus Platonis de contemnenda morte. Mainz: Peter Friedberg 1495 Digitalisat
- Eine Auswahl von Agricolas Schriften wurde von Alardus von Amsterdam im Jahr 1539 unter dem Titel „Rudolphi Agricolae lucubrationes“ (Rudolf Agricolas Nachtarbeiten) herausgegeben.
- Adrie van der Laan, Fokke Akkerman (Hrsg.): Rudolph Agricola: Letters. Assen/Tempe 2002.